# Eissilhas
Eissilhas (Eissilhas en occità, Exilles en italià, Isìles en piemontès) és un municipi de llengua occitana, a Itàlia, a la ciutat metropolitana de Torí, al Piemont. L'any 2007 tenia 377 habitants.

## Geografia
És a la Vall de Susa, una de les Valls Occitanes. Limita amb els municipis de Bardonescha, Bramans (Savoia), Chaumont, Giaglione, Ors, Prajalats, Salbertran i Usseaus.